# آماندا فولر
آماندا فولر (انگلیسی: Amanda Fuller؛ زادهٔ ۲۷ اوت ۱۹۸۴) یک هنرپیشه اهل ایالات متحده آمریکا است. وی از سال ۱۹۹۳ میلادی تاکنون مشغول فعالیت بوده‌است.
او در فیلم تا تو بودی بازی کرده است.